# 首钢集团
首钢集团有限公司，简称首钢，是中华人民共和国北京市市属国有独资公司。

## 历史

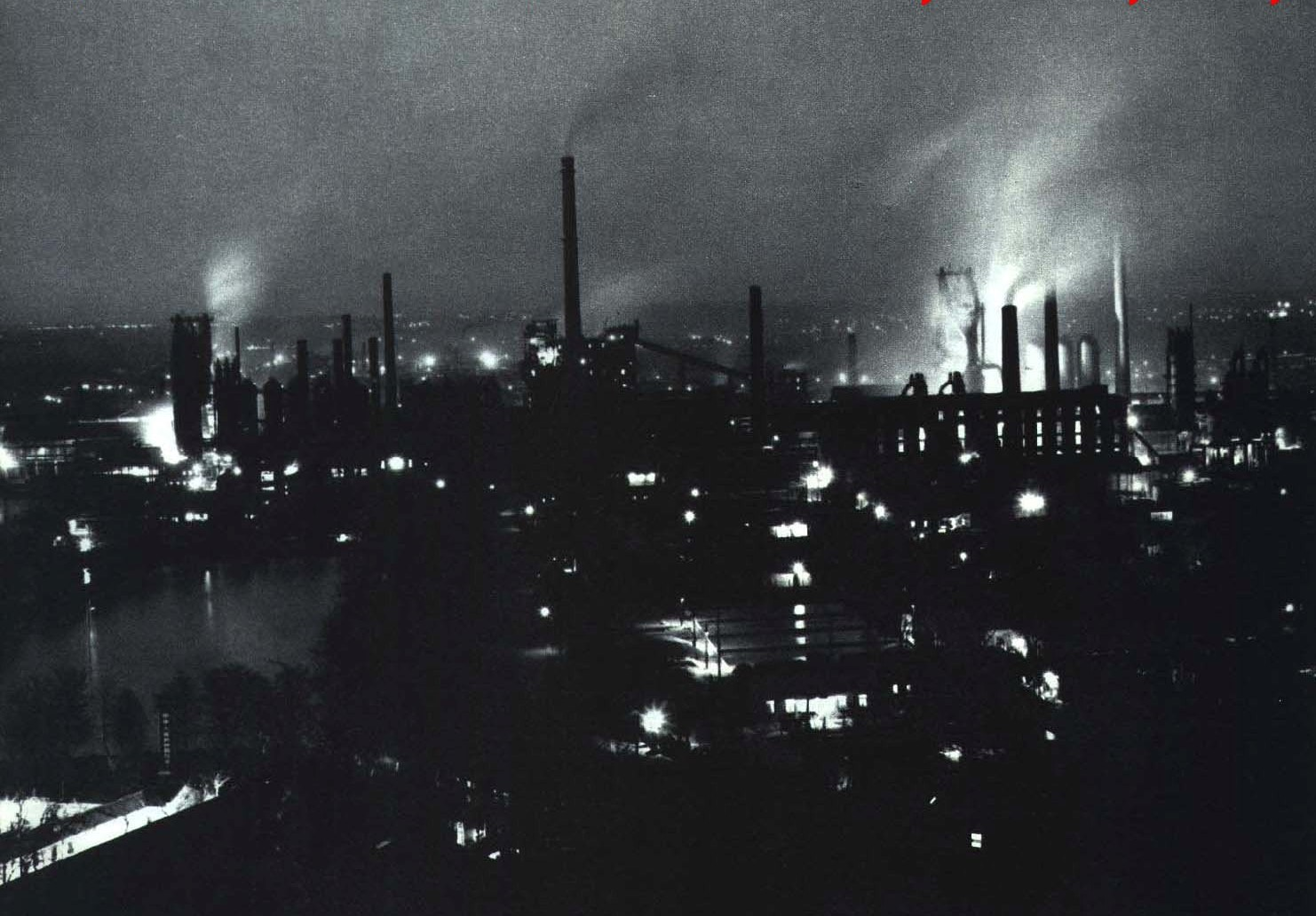
1964年石景山钢铁公司

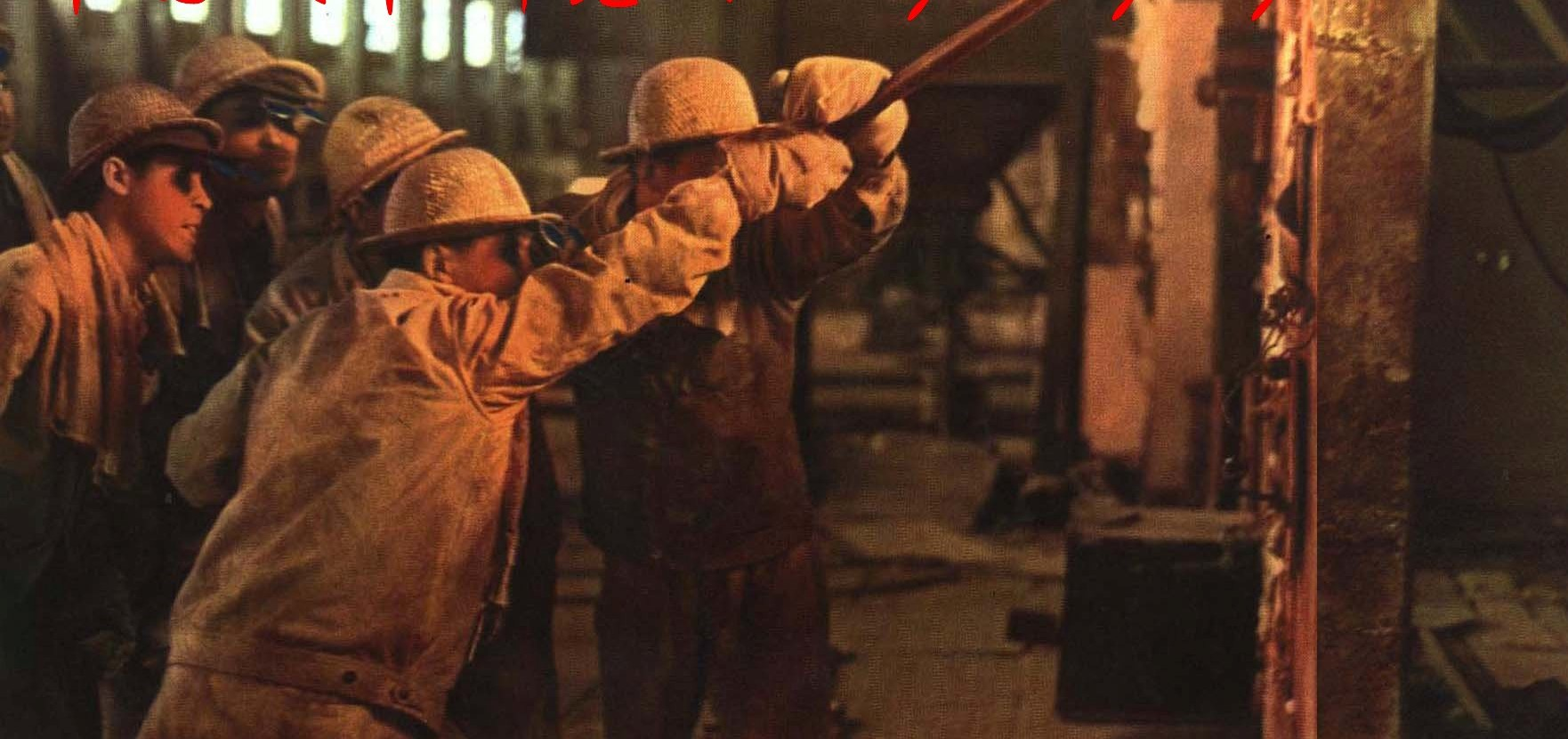
1967年首都钢铁公司

1919年，在北京成立石景山钢铁厂，1958年改称石景山钢铁公司，1967年改称首都钢铁公司，1992年改称首钢总公司。1996年首钢总公司成为首钢集团的核心控股公司。
2005年2月18日，国务院批复了国家发改委关于《首钢实施搬迁结构调整和环境治理方案》，首钢开始陆续迁往唐山市曹妃甸。
2017年，根据北京市人民政府国有资产监督管理委员会《关于首钢总公司公司制改革方案的批复》（京国资〔2017〕80号），首钢总公司从全民所有制企业整体改制成为国有独资公司，企业名称从“首钢总公司”变更为“首钢集团有限公司”。2017年5月27日，首钢集团有限公司完成了工商变更登记并领取了变更后的企业法人营业执照。2017年6月9日，首钢集团有限公司发布《关于首钢总公司改制并更名为首钢集团有限公司的公告》。
首钢集团的子公司及上市公司北京首钢股份有限公司（深交所：000959），在1999年成立及於深圳證券交易所上市。它現時也在香港有五家上市公司，包括首長國際（港交所：697）、首長四方（港交所：730）、首長科技（港交所：521）、首長寶佳（港交所：103）、首鋼福山資源（港交所：639）。
2011年9月1日，首钢集团与太原钢铁集团、上海宝钢集团、 中信金属有限公司、 鞍山钢铁共同出資成立的中國鈮業投資控股有限公司以19.5億美元收購世界最大的鈮生产企业巴西礦冶（CBMM）15%的股權。CBMM由巴西Moreira Salles家族控制，中国大陸五家企業完成入股權後，該家族仍持有七成控股權。

## 厂房
- 型材轧钢厂：成立于1961年，是首钢历史最久的企业之一，分为三个作业区，专注于生产热轧带肋钢筋和圆钢产品。该厂在运营的半个世纪里，引入全数字自动化控制和光电自动计数装置，最高年产量近280万吨。[5]
- 中厚板厂：始建于1986年，从美国引进设备[6]，结束了首钢无板材的历史，年产量一度超过100万吨。[5]
- 计算机管理中心：建成于1986年6月，位于月季园东侧、陶楼对面，共有19台管理机和216台终端，数据存储量达500MB，是当时中国最大的计算机管理信息系统。[5]
- 氧气厂：成立于1975年，最初为炼钢厂的氧气车间；能够生产液态气体和稀有气体。[5]现为首钢园北区西南角的制氧创新中心。[7]

## 首钢园

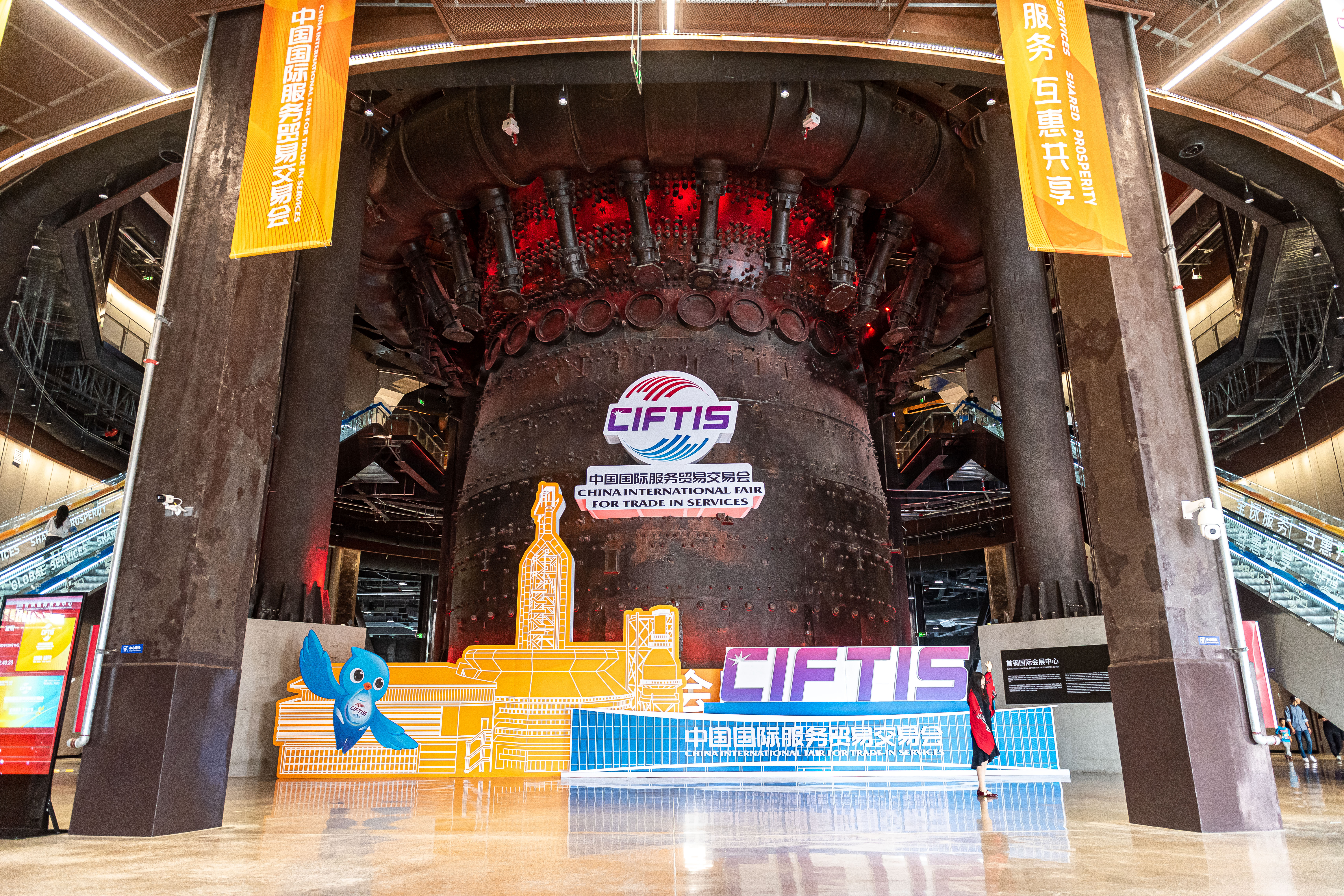
四高炉内被保留的炉芯

2015年5月25日，首钢厂东门被拆除，除钢筋水泥结构外，厂东门的琉璃瓦、须弥座、木梁等仿古建筑构件均被编号保存。同年，北京申办2022年冬季奥林匹克运动会成功，新成立的冬奥组委在2016年将西十筒仓区域选为办公区。2017年，北京冬奥会单板滑雪大跳台项目的场馆选址被确定为首钢园区内，首钢滑雪大跳台2018年12月开工，2019年10月31日建成。2019年10月21日，西迁后的首钢厂东门广场对外开放。

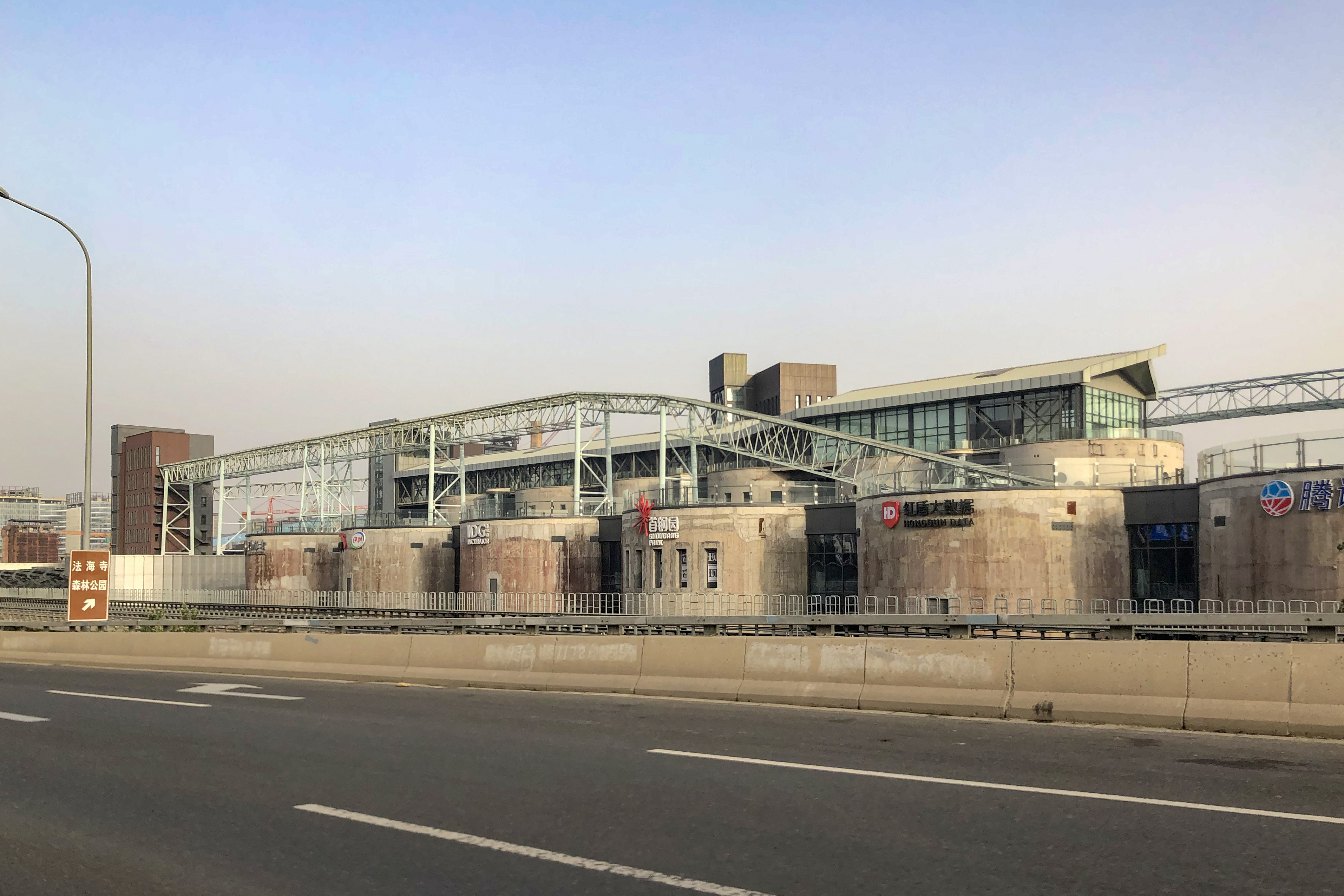
首钢筒仓区

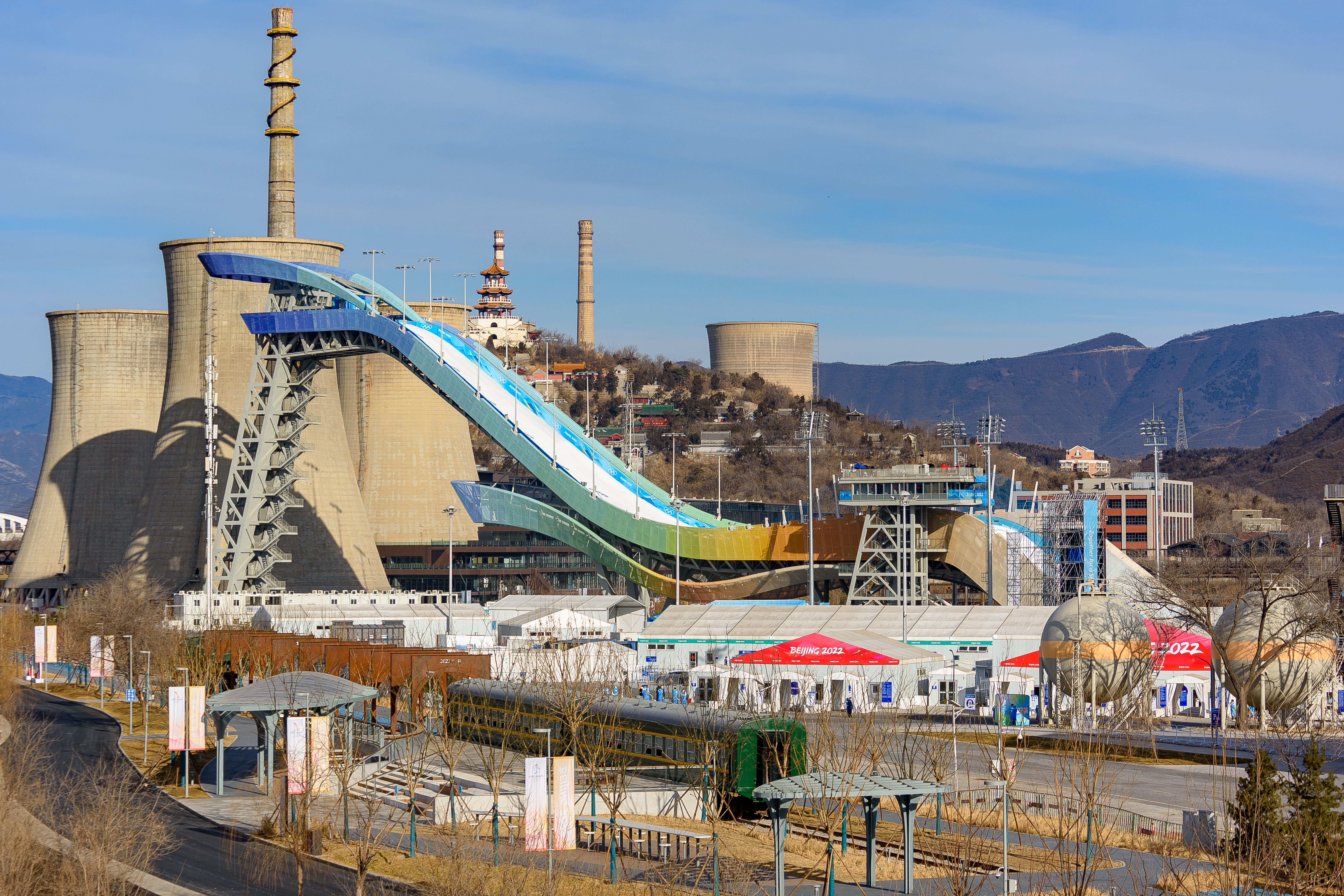
2022年冬季奧林匹克運動會自由式滑雪比賽期间的首钢滑雪大跳台

2020年10月，首钢园北区东北部的Kappa首钢极限公园投入運營。2021年起，中國國際服務貿易交易會在首钢园设立分会场。
2024年，首钢一高炉在17个月设计施工后被改造为SoReal科幻乐园，而首钢四高炉、热风炉及主控楼等附属设施被整体改造为地上建筑面积3.45万平方米的首钢国际会展中心，四高炉的炉芯被保留，炉芯周围则被布置为会议室。
同时，首钢园冰球馆本年成为北京北汽男篮的第二主场馆和北京首钢园女篮的主场馆征战CBA及WCBA联赛。

## 外部連結
- 首鋼集團
- 北京首鋼股份有限公司